# Triumph 1800 Town & Country
Der Triumph 1800 Town & Country ist eine viertürige Limousine des britischen Automobilherstellers Triumph, die von 1946 bis 1949 gebaut wurde. Sie war vor allem für den Export in die USA gedacht, blieb dort aber erfolglos. In leicht überarbeiteter Form wurde das Auto ab 1949 in Großbritannien in verschiedenen Varianten als Triumph Renown verkauft.

## Entstehungsgeschichte
Nachdem die 1884 gegründete Triumph Motor Company 1939 zahlungsunfähig und aufgelöst worden war, übernahm der Großserienhersteller Standard 1944 deren Namensrechte. 1945 wurde die Triumph Motor Company (1945) Ltd. als Standard-Tochter neu gegründet. Standard nahm die Produktion von Triumph-Automobilen 1946 wieder auf, ohne allerdings an die Vorkriegsmodelle anzuknüpfen. Das erste neue Modell war der sportliche Triumph Roadster, dem im gleichen Jahr die viertürige Mittelklasselimousine 1800 Town & Country zur Seite gestellt wurde. Die Idee zu diesem Auto ging auf John Black zurück, den führenden Manager der Triumph-Mutter Standard. Er plante, Triumph als hochwertige Marke zu etablieren, die dem Standard-Konzern den nordamerikanischen Exportmarkt erschließen sollte. Um eine besondere Hochwertigkeit zu suggerieren, griff der 1800 Town & Country das Design britischer Oberklassemodelle der Vorkriegszeit auf. Der Wagen war in den USA wider Erwarten erfolglos, vor allem weil der Markenname Triumph in Nordamerika nicht eingeführt war.
Für den britischen Markt wurde der 1800 Town & Country 1949 zum Triumph Renown weiterentwickelt. Ende der 1940er-Jahre versuchte Triumph erneut, ein kleines Auto mit Oberklassedesign auf dem Markt zu etablieren. Auch dieses Auto, der Triumph Mayflower, blieb weit hinter den Erwartungen zurück.

## Modellbeschreibung

### Motor und Kraftübertragung
Der Triumph 1800 Town & Country wird von einem Reihenvierzylindermotor mit 1776 cm³ Hubraum (Bohrung × Hub: 73 mm × 106 mm) angetrieben. Er entstammt dem Standard-Programm und wurde bereits seit 1937 beim Standard Flying Fourteen eingesetzt. Das Verdichtungsverhältnis beträgt 6,7 : 1. Die Gemischaufbereitung übernimmt ein Solex-Fallstromeinfachvergaser. Die Motorleistung wurde mit 63 bhp (48 kW; 65 PS) angegeben. Die Kraftübertragung erfolgt über ein handgeschaltetes Vierganggetriebe, das ebenfalls von den Flying-Standards übernommen wurde.

### Fahrwerk
Der Triumph 1800 Town & Country hat ein separates Chassis aus Stahl, das abgesehen vom Radstand mit dem des 1800 Roadster gleich ist. Es gilt als sehr schlichte, schnell gemachte Konstruktion. Die wesentliche Grundzüge der Aufhängung übernahm der 1800 Town & Country wiederum von den Flying Standards. Die vorderen Räder sind einzeln aufgehängt und haben Blattfedern. Hinten ist eine Starrachse mit halbelliptischen Blattfedern und Stabilisatoren eingebaut.

### Karosserie

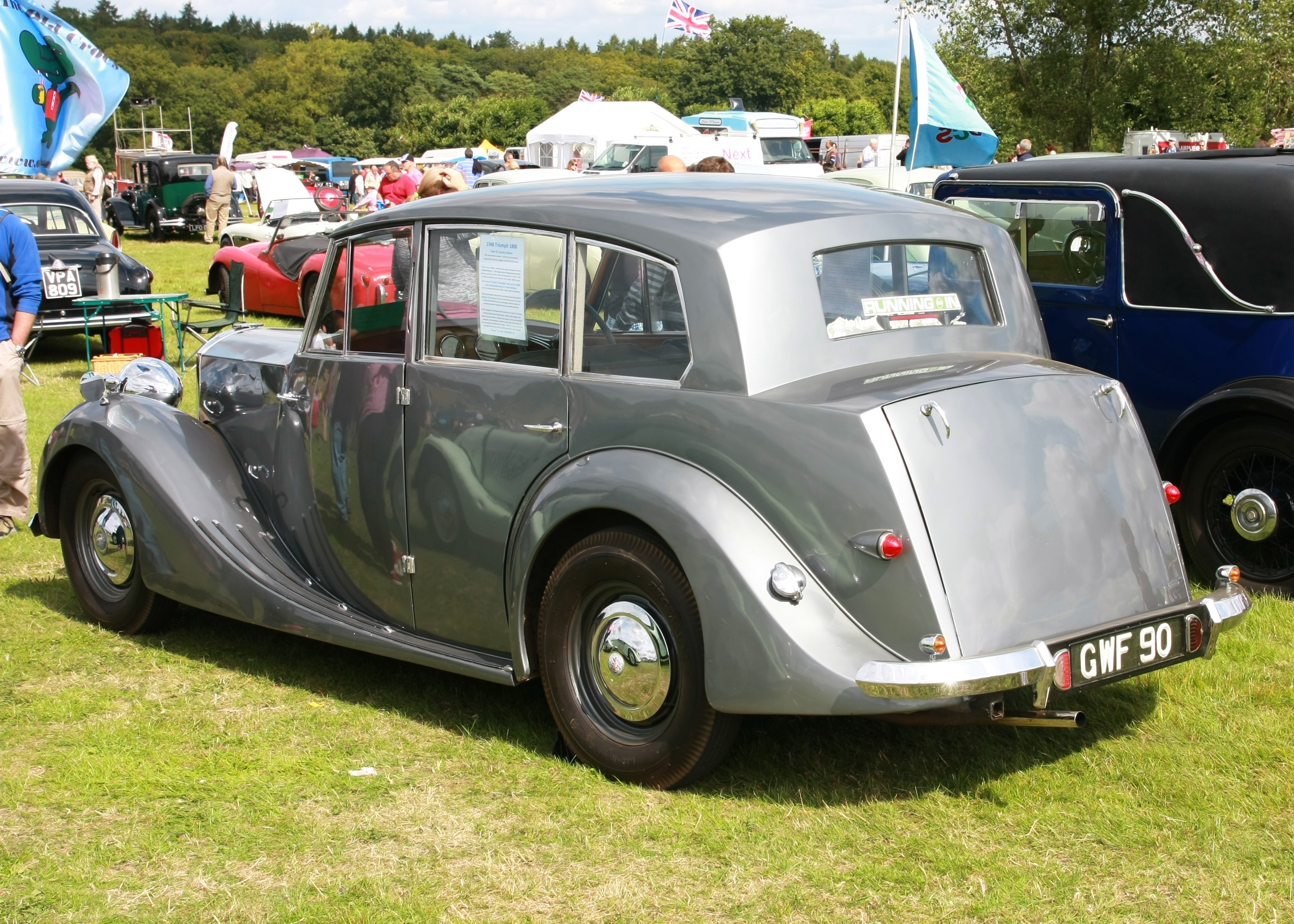
Triumph 1800 Town & Country (1948)

Der Triumph 1800 Town & Country hat eine Karosserie aus Stahlblech auf einem Gerüst aus Eschenholz. Der Aufbau wurde bei Mulliners in Birmingham hergestellt.
Das Design des Triumph 1800 Town & Country orientiert sich am Razor-Edge-Stil, der auf den Londoner Karosseriebauer Freestone & Webb zurückgeht und seit der zweiten Hälfte der 1930er-Jahre zu den bevorzugten Formkonzepten britischer Oberklasselimousinen gehörte. John Black hielt dieses Designkonzept für einen Ausdruck besonderer Hochwertigkeit und erwartete, dass der US-amerikanische Markt darin eine verkaufsfördernde Ähnlichkeit des Triumph mit Luxusfahrzeugen von Bentley, Daimler und Rolls-Royce erkennen würde. Die Details des Karosserieentwurfs erarbeiteten Leslie Moore von Mulliners sowie der Triumph-Designer Frank Callaby. Während der größte Teil des Aufbaus mit geschwungenen Kotflügeln, seitlichen Trittbrettern und frei stehenden Scheinwerfern allgemeinen Merkmalen der Vorkriegsformgestaltung folgt, hat der 1800 Town & Country insbesondere am hinteren Dachabschluss und am Kofferraum einige scharfe Knicke und Winkel, die im Kontrast zu den ansonsten geschwungenen Linien stehen. Ungewöhnlich sind die schmalen Fahrzeugsäulen, die zusammen mit dem großen hinteren Seitenfenster eine überdurchschnittlich gute Übersichtlichkeit und hohe Helligkeit im Innenraum bewirken.

## Produktion und Preise
Von 1946 bis 1949 produzierte Triumph insgesamt 3999 Autos dieser Baureihe.
Bei der Markteinführung im März 1946 kostete der Triumph 1800 Town & Country in Großbritannien 650 £; Ende 1948 war der Preis auf 775 £ gestiegen.